# توني بالمر (لاعب كرة قدم أمريكية)
توني بالمر (بالإنجليزية: Tony Palmer)‏ هو لاعب كرة قدم أمريكية أمريكي، ولد في 23 فبراير 1983.